# Après le bal (le tub)
Après le bal (le tub) er en fransk stumfilm fra 1897 af Georges Méliès.